# 니가타현도 제45호선

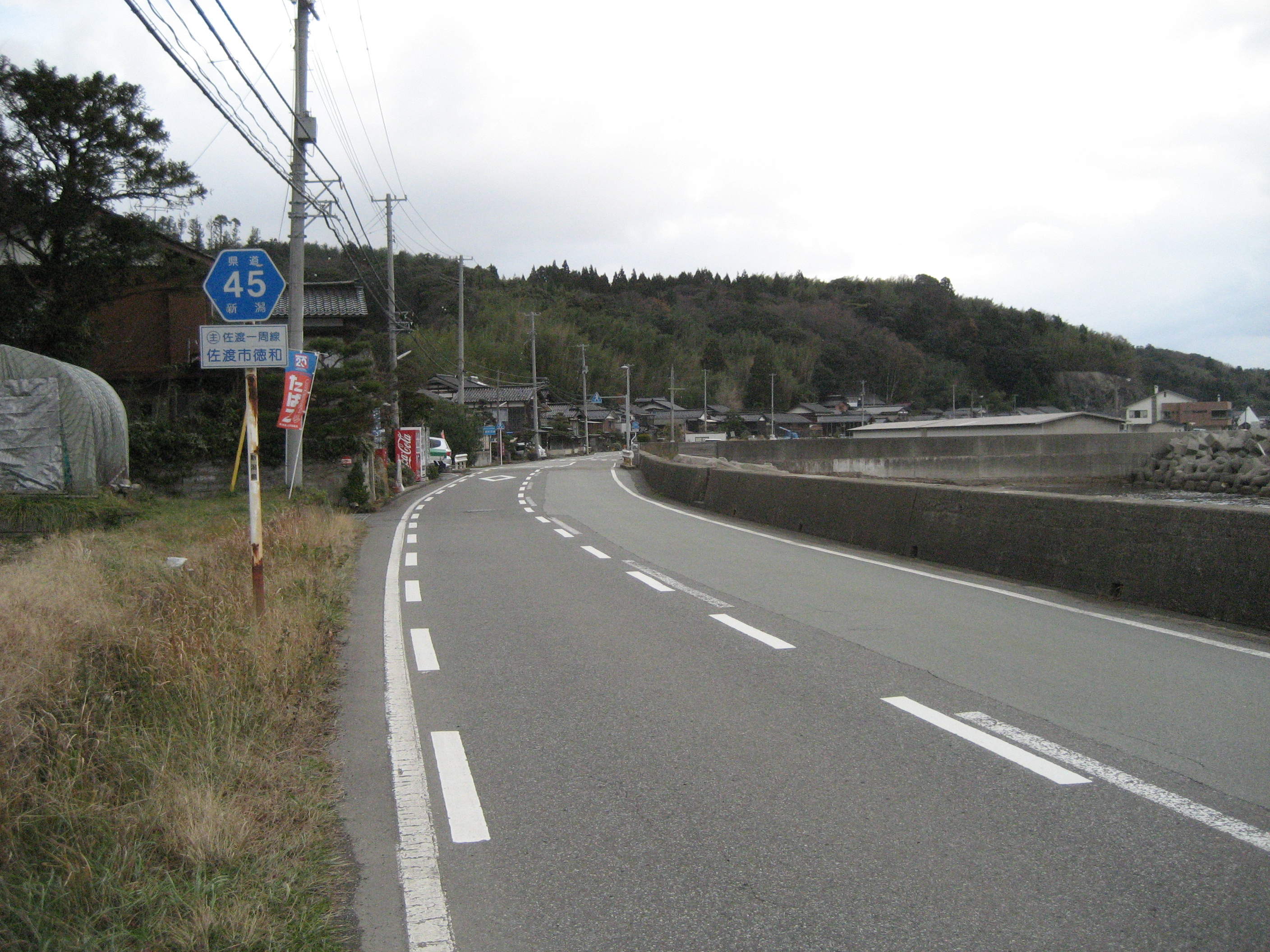
사도가시 도쿠와 일대를 종단하고 있는 45번 니가타현도의 실제 도로

45번 니가타현도(일본어: 新潟県道45号佐渡一周線→니가타현도 45호 사도 일주선)는 니가타현 사도시를 1바퀴 도는 일주 도로이자 도도부현도 그리고 주요 지방도이다. 한국으로 치면 울릉군을 순환하는 일주 도로인 한국 90번 국지도와 같은 개념이 된다. 그래서 이 도로는 일본 최장거리의 도도부현도의 타이틀을 가지고 있다. 

## 개요
이 도로는 사와타지구(구 사와타정)를 기점으로 삼고 있어, 사도가섬의 해안가를 따라 우측 방면으로 외주 형태로 종단하게 된다. 그러나 오기지구 서단의 사와사키 근처 일대에 이르고 있는 주요 지방도이기도 하다. 그 외에도 해안선 연안을 따라 주요 항만과 중소규모의 어항이 있는 것 외에도, 각종 명승지들과 주요 관광지들까지 모두 점재하게 되어 있는 구조를 가지고 있다. 다만 총 연장은 167.1633 km이며, 이 도로가 1993년 5월 11일 정식으로 지정된 형태로 개통되었다.

## 지리
- 통과하는 지자체 : 사도시가 유일하다.
- 통과하는 도로 : 다음과 같음
  - 일반국도 : 국도 제350호선
  - 현도 : 니가타현도 제31호선, 니가타현도 제463호선, 니가타현도 제81호선, 니가타현도 제65호선, 니가타현도 제319호선, 니가타현도 제181호선

## 같이 보기
- 나가노현도 제162호선 - 일본 최단거리 도도부현도 노선 (7 미터)
- 히로시마현도 제204호선 - 일본에서 두번째로 짧은 최단거리 도도부현도 노선 (10 미터)
- 국도 제174호선 (일본) - 일본 최단거리 일반국도 노선 (187.1 미터)
- 도도부현도